# Последња екскурзија 4
Последња екскурзија 4 (енгл. The Final Destination) амерички је 3D натприродни хорор филм из 2009. године, сценаристе Ерика Бреса и редитеља Дејвида Р. Елиса. Четврти је део у филмској серији Последња екскурзија и други самостални наставак после филма Последња екскурзија 3, а главне улоге играју Боби Кампо, Шантел Вансантен и Мајкелти Вилијамсон.
Продуцента New Line Cinema-е, филм је издат 28. августа 2009. године у Сједињеним Државама, дистрибутера Warner Bros. Pictures-а. Филм је издат 17. септембра 2009. године у Србији, дистрибутера Tuck Vision-а. Први је филм у серији који је снимљен у HD 3D-у, а тренутно је филм са највећом зарадом у серији, зарадивши 186 милиона долара широм света, али је и добио најгоре критике у франшизи. Пети филм у серији, Последња екскурзија 5, издат је у августу 2011. године

## Радња
Студент Ник О’Банон присуствује аутомобилској трци са својом девојком Лори Милиган и њиховим пријатељима Хантом Винорскијем и Џенет Канингхам на McKinley Speedway-у током семестарске паузе. Ник је слутио несрећу са тркалишта која шаље крхотине на трибину, узрокујући урушавање стадиона. Кад Ник почне да паничи, долази до сукоба и неколико људи напушта стадион, укључујући Лори, Ханта, Џенет, возача шлепера Картера Данијелса, мајку Саманту Лејн, механичара Ендија Кивзера, његову девојку Надију Монрој и члана обезбеђења Џорџа Лантера. Док Надија виче на групу, залутала гума излети са стадиона и одрубљује јој главу.
Једне од ноћи након несреће, Картер се одвезао до Џорџове куће како би му уништио травњак, окривљујући њега зато што га је спречио да спаси своју жену Синтију на тркалишту, али га његов камион за вучу закачи за и вуче га за собом пре него што експлодира. Сутрадан, Саманта напушта козметички салон када јој камен прострељен кроз косицу удара у око и убија је. Након што је сазнао за њихову смрт и сличне катастрофе паралелне са тркалиштем, Ник се уверио да их смрт прати. Он и Лори се враћају на тркалиште уз Џорџову помоћ да пронађу следећег преживелог, Ендија, али следећег дана, Енди је убијен у механичарској радњи када га резервоар угљен-диоксида лансира кроз ограду од металне решетке. Након што Ник предвиди да ће Хантова и Џенетина смрт укључивати воду, Џорџ и Лори проналазе Лори, која је заробљена у неисправној перионици аутомобила, и за длаку успевају да је спасу. Међутим, Ник стиже прекасно како би спасио Ханта, који је случајно активирао систем за одводњавање базена у једном кантри клубу и на крају га је усисала одводна цев.
Четири дана касније, Ник из вести сазнаје да је још један гледалац, Џонатан Гроувс, спашен након урушавања тркалишта. Ник и Џорџ прате Џонатана у болници у којој се опорављао од несреће, али су сведоци како га је згњечила препуна када која је пала кроз плафон. Одлазећи, Ник слути на мноштво експлозија у тржном центру који воде до смрти Џенет и Лори, али не успева спасити Џорџа, којег прегази аутомобил хитне помоћи пре него што га је Ник могао упозорити. Ник трчи до тржног центра да покуша зауставити експлозију пре него што се догоди. Упркос томе што га је пиштољ за ексере приковао за зид, успева да заустави ватру пре него што се прошири на неколико запаљивих канти, спасавајући све.
Две недеље касније, Ник, Лори и Џенет одлазе у кафић на прославу. Међутим, током њиховог разговора, Ник почиње да примећује још знакова и алузија на теорију да је ланац догађаја од катастрофе на тркалишту имао за циљ да их одведе тамо где је требало да би смрт напала. Чим то схвати, лабава скела споља се сруши на пут, због чега се камион скренуо и ударио у кафић, убивши њега, Лори и Џенет.

## Улоге
| Глумац              | Улога            |
| ------------------- | ---------------- |
| Боби Кампо          | Ник О’Банон      |
| Шантел Вансантен    | Лори Милиган     |
| Ник Зано            | Хант Винорски    |
| Хејли Веб           | Џенет Канингхам  |
| Мајкелти Вилијамсон | Џорџ Лантер      |
| Криста Ален         | Саманта Лејн     |
| Ендру Фискела       | Енди Кивзер      |
| Џастин Велборн      | Картер Данијелс  |
| Стефани Оноре       | Надија Монрој    |
| Лара Грајс          | Синтија Данијелс |
| Џексон Вокер        | Џонатан Гроувс   |
| Фил Остин           | Едвард Лејн      |
| Вилијам Агилард     | Данијел Лејн     |
| Брендан Агилард     | Рајан Лејн       |
| Тина Паркер         | Шајен            |
| Сесил Монтејн       | Ди Ди            |